# Bob Nieuwenhout
Bob Nieuwenhout (* 21. März 1951 in Amsterdam) ist ein ehemaliger niederländischer Fußballspieler.

## Sportlicher Werdegang
Nieuwenhout debütierte Ende der 1960er Jahre für De Volewijckers in der Eerste Divisie. 1970 stieg der Torhüter mit dem Klub in die Tweede Divisie ab und schaffte im Anschluss den direkten Wiederaufstieg. 1976 wechselte er zum Ligakonkurrenten PEC Zwolle und erreichte unter Trainer Hans Alleman mit der Mannschaft das gegen den FC Twente ’65 mit 0:3 nach Verlängerung verlorene Endspiel um den KNVB-Pokal 1976/77. Im folgenden Sommer stieg Nieuwenhout mit dem Klub in die Eredivisie auf und übernahm hinter Bert van Geffen die Rolle des Ersatztorhüters. Lediglich beim 1:1-Remis gegen die Go Ahead Eagles am elften Spieltag der Spielzeit 1978/79 stand er in der höchsten Spielklasse zwischen den Pfosten und beendete später seine aktive Laufbahn beim Klub.